# Larry Freeman
Larry Freeman (* 1904) foi um psicólogo estadunidense e fundador da editora Century House.
Freeman era professor de psicologia fisiológica na Universidade Northwestern.